# District Vedenski
Het district Vedenski (Russisch: Веденский район; [Vedenski rajon], Tsjetsjeens: Веданан кlошт, Vedanan̡ khoşt) is een district (rajon) in het zuidoosten van de Russische autonome republiek Tsjetsjenië ten zuiden van de rivier Argoen. Het district had 23.390 inwoners volgens de Russische volkstelling van 2002. In 1995 woonden er naar schatting 32.000 mensen en in 2004 rapporteerde de districtsoverheid een totaal van 33 dorpen met 36.087 inwoners, van wie 9103 kinderen (0-17 jaar), 2630 kinderen (0-5 jaar) en 14.532 vrouwen. Het bestuurlijk centrum is het dorp Vedeno.

## Geografie
Het district werd geformeerd in 1923 en is gelegen in een bergachtige regio van de Kaukasus waarvan de berghellingen dichtbebost zijn. Door het gebied loopt de autoweg van Goedermes naar Botlich in Dagestan. Langs de weg ligt het meer Kezenoj-Am. In de buurt van dit meer heet de weg 'keizerlijke weg' omdat hier speciaal voor tsaar Alexander II, die het gebied in 1871 bezocht, een stuk uit de rotsen was gekapt voor deze weg.
Het gebied kent relatief veel hoogteverschillen die in het noorden rijzen tot boven de 1000 meter en waardoor lokaal microklimaten zijn ontstaan. In het noorden heerst een gematigd landklimaat en in het zuiden is het klimaat wat minder continentaal en dit gebied heeft koele zomers en gematigd koude winters.

## Gezondheidsproblemen
In het district bestaan zware gezondheidsproblemen vanwege de kritische sociaal-economische situatie in het gebied. De toegang tot gezondheidsdiensten in het gebied blijft problematisch door de aanwezigheid van federale en Tsjetsjeense ordehandhavingsdiensten en de voortdurende militaire activiteiten in het gebied. In 1999 werd gerapporteerd dat de instroom van vluchtelingen had geleid tot een stijging van de bevolking in het gebied van 30.000 tot ongeveer 90.000. Het gebied is de thuisbasis van de Turkxoj and Elistanzhxoj tejps (clans). De Tsjetsjeense wahabistische opstandelingsleider Sjamil Basajev werd hier geboren in het dorp Dysjne-Vedeno.

## Plaatsen
1. Vedeno
2. Machkety
3. Dysjne-Vedeno
4. Chattoeni
5. Tevzini
6. Dargi
7. Elistanzji